# 国鉄2950形蒸気機関車
国鉄2950形蒸気機関車（こくてつ2950がたじょうききかんしゃ）は、かつて日本国有鉄道の前身である鉄道省等に在籍したタンク式蒸気機関車である。本項では鉄道省籍となった同形機の国鉄2930形蒸気機関車、および鉄道省籍とならなかった同形機についても記述する。

## 概要
元は、日立製作所で飯山鉄道が1923年（大正12年）に4両（製造番号 80, 81, 92, 93）と1928年（昭和3年）製に2両（製造番号 296, 295）を製造した、車軸配置2-6-2 (1C1) で2気筒単式の39.9t - 43t級飽和式機関車である。飯山鉄道では、11 - 16と称した。鉄道省の8620形を小型タンク機関車にしたような印象の機関車で、煙室下部から端梁にかけてと運転室下部のラインが乙字型に1段下がっているのが特徴的である。飯山鉄道が1944年（昭和19年）に戦時買収されたことにより、鉄道省籍を得たもので、国有化後には2950形 (2950 - 2955) へ改番された。国有化後も飯山線で使用されたが、1947年（昭和22年）から1949年（昭和24年）にかけて廃車された。そのうち、2954は高松に移されていた。

## 同形機
同形機は、小野田鉄道へ2両、大井川鉄道（現・大井川鐵道）へ1両、三岐鉄道へ1両、前述の飯山鉄道6両を加えて10両が製造されている。重量については、39.5tから45.5tとばらつきがあった。これらについては、次のとおりである。

### 小野田鉄道
小野田鉄道が1929年（昭和4年）に1両（製造番号 330）、1931年（昭和6年）に1両（製造番号 418）を製造した自重43tの機関車である。小野田鉄道では101, 102と称したが、1943年の小野田鉄道の戦時買収により、鉄道省籍を得たものである。国有化後は2930形 (2930, 2931) に改められた。両機は形態に若干の差があり、101は飯山鉄道の15, 16と同形であるが、102については運転室下部のラインが一直線となる、運転台後部に設置された炭庫の背部形状が直線的となる、ボイラー上の蒸気ドームと砂箱の位置が入れ替わるなどしている。いずれも、1948年（昭和23年）に廃車となった。

### 大井川鉄道
大井川鉄道初の自社発注機で、1929年9月に1両（製造番号 348）が製造された自重45.5tの機関車である。大井川鉄道では15と称し、空気ブレーキを製造時より備えていた。大井川本線電化後の1950年（昭和25年）に、大阪窯業セメント近江長岡工場（のちの大阪セメント近江長岡工場）へ譲渡され、さらに東洋レーヨン（現・東レ）滋賀工場へ移った。

### 三岐鉄道
1931年7月の三岐線開業にあたって1両（製造番号432）が製造された自重44.5tの機関車である。三岐鉄道ではE101形 (101) と称した。同じE101形を称した機関車にはもう1両 (102) があったが、こちらは汽車製造製であった。101は1955年（昭和30年）12月に廃車となり、大鉄車両を通じて東洋レーヨン（のちのユニチカ）宇治工場へ譲渡されたが、さらに信越化学工業武生工場へ移り、S1と改称された。

## 主要諸元
2950形（前期形）の諸元を記す。「/」以降は2952, 2953のデータ。
- 全長：9,761mm
- 全高：3,637mm
- 全幅：2,651mm
- 軌間：1,067mm
- 車軸配置：2-6-2 (1C1)
- 動輪直径：1,118mm
- 弁装置：ワルシャート式
- シリンダー（直径×行程）：381mm×508mm
- ボイラー圧力：12.7kg/cm2
- 火格子面積：1.35m2
- 全伝熱面積：70.0m2
  - 煙管蒸発伝熱面積：62.3m2
  - 火室蒸発伝熱面積：8.4m2
- 小煙管（直径×長サ×数）：44.5mm×2,896mm×137本
- 機関車運転整備重量：39.52t / 41.61t
- 機関車空車重量：29.67t
- 機関車動輪上重量（運転整備時）：32.42t / 32.46t
- 機関車動輪軸重（第2動輪上）：10.7t / 11.26t
- 水タンク容量：5.4m3 / 5.0m3
- 燃料積載量：1.78t / 1.43t
- 機関車性能
  - シリンダ引張力：7,120kg
- ブレーキ装置：手ブレーキ、蒸気ブレーキ